# فوج الجولان
فوج الجولان هي ميليشيا يغلب عليها الدروز وهي جزء من قوات الدفاع الوطني ومقرها في حضر، محافظة القنيطرة. على الرغم من نشاطها في المقام الأول في مرتفعات الجولان، فقد تم نشرها في مختلف مناطق الحرب في غرب سوريا، حيث تقاتل ضد العديد من قوات المعارضة السورية المختلفة والدولة الإسلامية في العراق والشام. وتجدر الإشارة إلى أن فوج الجولان قد نشأ كجماعة معارضة، ولكنه انشق إلى الحكومة في مرحلة ما.

## التاريخ

### القتال كمعارضين والعودة إلى الحكومة
تعود بداية فوج الجولان إلى عام 2011، عندما تطوع قائده اللاحق مجد حيمود للجيش السوري. وفقًا لحيمود، فإن الضباط في شعبته أساءوا معاملته وجنود آخرين، وعندئذ قرروا الانشقاق. في ديسمبر 2011، شكلت وحدة تابعة للجيش السوري الحر تحت قيادة حيمود، وهي كتيبة المعتصم، وبدأت القتال ضد الحكومة قرب الحدود مع إسرائيل. في وقت ما، اتصل مجد حيمود بقائد قوات الدفاع الوطني الذي كان يقاتل قواته في المقام الأول. واتفق الجانبان على وقف إطلاق النار محليًا، وبعد ثمانية أشهر من المحادثات، صرح حيمود لقائد قوات الدفاع الوطني بأنه ورجاله يريدون العودة إلى الجانب الحكومي. وبعد المفاوضات، تلقوا عفوًا من الرئيس بشار الأسد، وأصبحوا وحدة لقوات الدفاع الوطني/اللجان الشعبية، تركزت في حضر، وهي مدينة معظمها درزية تعتبر عمومًا موالية بشدة للأسد.

### عمليات كوحدة لقوات الدفاع الوطني
في الوقت الذي شن فيه هجوم القنيطرة في يونيو 2015، احتفظ أولًا فوج الجولان ولواء صقور القنيطرة باثنتين من التلال الاستراتيجية الهامة ضد العديد من هجمات المعارضة، ثم ساعدوا الجيش السوري في استعادة تل أحمر ورفع الحصار عن حضر. وبالتالي ساعدوا على درء المزيد من الهجمات ضد حضر من قبل الجبهة الجنوبية والمجاهدين المتحالفين. وطوال شهر يوليو، ساعد فوج الجولان على الدفاع عن عدة مدن وتلال في مرتفعات الجولان ضد مختلف الهجمات التي تقودها الجبهة الجنوبية، وشارك في هجوم حكومي كبير مضاد في المنطقة.
في سبتمبر 2015، أجرى الفوج محادثات مصالحة مع وحدات الجيش السوري الحر التي كانت تسيطر على جباتا الخشب و‌بيت جن وطرنجة، وإن كانت المحادثات قد أخفقت في نهاية المطاف، واستؤنف القتال. ونتيجة لذلك، شن الجيش الحر و‌جبهة النصرة هجومًا آخر للسيطرة على حضر والريف المحيط بها، مع محاولة فوج الجولان مره أخرى الاحتفاظ بمواقعه على الخط الأمامي.

## الثبت المرجعي
- Smith, Martin; Hirsch, Linda (27 Oct 2015). "Inside Assad's Syria". Frontline. Season 33. Episode 18 (بالإنجليزية). بي بي إس. Archived from the original on 2019-11-03. Transcript.

## وصلات خارجية
- Daraa governate 18/12/2011. Defectors form Al-Mu'tasim Battalion of the Free Syrian Army. أوغاريت نيوز، 18 ديسمبر 2011